# M-497 «Black Beetle»
M-497 «Black Beetle» (укр. M-497 «Чорний жук») — реактивний вагон-лабораторія з приводом від турбореактивного двигуна «General Electric J47».

## Опис
Вагон-лабораторія переобладнаний з дизельної мотриси «Budd RDC». Дизельний двигун і трансмісія були зняті, а на даху було встановлено два списані турбореактивні двигуни «General Electric J-47-19», які до цього експлуатувалися на бомбардувальнику «Convair B-36». На передню частину вагона був встановлений обтічник.
Вагон використовувався для ходових випробувань на залізничній лінії між містами Батлер, штат Індіана, і Страйкер, штат Огайо, яка була обрана через протяжність прямої ділянки і придатність залізничного полотна для швидкісних експериментів. В ході випробувань досягнута максимальна швидкість 183.6 км/год.
Завдяки випробуванням були зібрані цінні дані про поведінку лінійних поїздів на звичайних шляхах при високих швидкостях руху. Незважаючи на популярний чудернацький вигляд і відносно невисоку вартість (за рахунок використання серійного вагона за основу), проект не був визнаний комерційно виправданим. Реактивні двигуни були зняті, і вагон повернувся до звичайної експлуатації, яка тривала до його списання в 1984 році.